# 藤本恭子
藤本 恭子（ふじもと きょうこ、1971年1月19日 - ）は、日本の女優、モデル、元歌手。本名および旧芸名、後藤 恭子。身長168cm。
愛知県海部郡出身。堀越高等学校卒業。プレステージ所属。
元俳優で音楽家の藤本恭子（現・山田恭子）とは別人である。（曖昧さ回避を参照ください）

## 人物
アニメ映画『アリオン』のイメージガールオーディションで6,118人の中から優勝。同映画の主題歌『ペガサスの少女』を歌い、1986年1月25日に本名の「後藤恭子」名義で歌手デビュー。同年、テレビドラマ『セーラー服反逆同盟』（日本テレビ系列）にレギュラー出演。
1993年、生間美紀、柳香織とともに、K3GIRLS（サンケーガールズ）を結成し、短期間活動を行った。その後「藤本恭子」と改名し、俳優やモデルとして活動している。以前は、フレンド企画、スーパーウイング、アイントに所属していた。
特技は、モダンバレエ。高校生時代の得意科目は数学だった。

## 出演

### テレビドラマ
- セーラー服反逆同盟（1986年 - 1987年、日本テレビ）[1] - 渋川ケイ 役
- 銭形平次スペシャル 「十手の道」（1987年） - 志賀ゆき 役
- 月曜ドラマランド「宇宙少女モルモ10分の1」（1987年、フジテレビ） - あさ子 役
- あぶない刑事第12話 「衝動」（1986年、日本テレビ）-橋爪道子 役
- 続 三匹が斬る! 第1話（1988年、テレビ朝日）
- （※暴れん坊将軍について、非常に多くの誤情報が見受けられます。当項目の冒頭、曖昧さ回避を必ず参照ください）
- オ・ト・ナにして〜コンプレックス・ブルー（1995年、テレビ朝日）
- ガールズplus1（1996年、フジテレビ） - 一ノ瀬うらら 役
- ビーロボカブタック 第50話「チョコは男の純情」（1998年、テレビ朝日） - 国分寺夢子 役
- 平成夫婦茶碗 〜ドケチの花道〜（2000年、日本テレビ）
- 嫌われる勇気 第1話「最強アドラー女子が始動! 勇気の心理学で殺人事件の謎を解け」（2017年、フジテレビ） - 赤塚留美 役

### テレビ番組
- えすえふ（フジテレビ）
- マツコ会議（2020年3月28日、日本テレビ） - 「88年度卒・堀越高等学校の同窓会に潜入！ 学業と芸能活動を両立してきた超人気アイドルの学園生活マル秘話にマツコ大興奮！」回に出演。渡辺美奈代、西村知美、喜熨斗里香、宇多川都、伊藤智恵理[3]と共演
- クイズ!脳ベルSHOW（2020年7月13日・14日・17日、BSフジ） - ゲスト
- しゃべくり007 - ご対面2時間SP！（2022年12月19日、日本テレビ）クイズコーナー「わたしのこと覚えてる？」中山美穂が挑戦し共演者と再会

### CM
- 白鶴酒造[1]「白鶴淡麗純米」（1994年）
- サントリー「ニューオールド」 （1995年）
- P&G「パンテーン」 （1995年）
- トヨタ自動車「プラッツ 」（1999年）
- 日本ガイシ
- 常盤薬品「ラピス」
- 日本リーバ[1]

### ラジオ番組
- ペアペアアニメージュ（RFラジオ日本）
- 今夜恭子とペガサスと（東海ラジオ） - 原光隆アナと共演

## ディスコグラフィ

### ソロ

#### シングル
- ペガサスの少女 c/w れんげの坂道（1986年1月25日、徳間ジャパン・アニメージュレコード）
アニメ映画『アリオン』の主題歌。

##### 未発表曲
- 永遠に好きとは言えない
2ndシングルになる予定だったが発売中止。当曲は、1993年4月21日に『永遠に好きと言えない』のタイトルに変え、酒井美紀のデビュー曲としてリリースされた。[要出典]

### K3GIRLS時代
- オシャレがとまらない（1993年3月24日、キングレコード）
- 明日に架ける虹（1993年7月1日、キングレコード）